# Простой мужик (мультфильм)
«Простой мужик» — короткометражный мультфильм 1992 года режиссёра Инны Пшеничной, пятый мультфильм из цикла «Русские сатирические сказки» (часто упоминаемого в сети под названием «Вертепъ»).

## Сюжет
«Расея» раньше была неразвита техникой, а Германия – другое дело. Однажды германский царь решил послать в «Расею» посла, выяснить, могут ли здесь говорить по-немецки. Если не умеют – им объявят войну, а умеют – помогут развить науку. Напоив простого русского мужика, царь раскрывает в нём незаурядные способности, однако у него несколько иные представления о «немецких знаках».

## Съёмочная группа
| Автор сценария и режиссёр | Инна Пшеничная |
| Художник-постановщик      | Михаил Старченко, Алексей Штыхин                                                                                  |
| Художники                 | Елена Сударикова, Светлана Андреева, Людмила Андреева, Людмила Двинина, А. Андреев, Татьяна Великород, Н. Рыжкова |
| Аниматоры                 | Владимир Никитин, Ольга Святкова, А. Черепов                                                                      |
| Оператор                  | Владимир Милованов                                                                                                |
| Композитор                | Анатолий Киселёв                                                                                                  |
| Звукооператор             | Нелли Кудрина |
| Pедактор                  | Татьяна Бородина                                                                                                  |
| Монтаж                    | Тамара Иванкова                                                                                                   |
| Директор фильма           | Е. Бобровская |
| Роли озвучивали           | Георгий Вицин, Всеволод Абдулов, Александр Пожаров, Борис Шувалов                                                 |

## Интересный факт
Как и все мультфильмы цикла, "Простой мужик" изобилует намеренными анахронизмами: так, Русь показана древней, Германия имеет культуру 1950-70-х годов, прототипом русского царя служит В.И. Ленин, немецкого посла – Адольф Гитлер, при этом русскому царю служат бояре, и фигурируют сразу два российских флага: имперский и петровский, он же современный триколор РФ. Сам раешник говорит, что события отсрочили войну с Германией, т.е. происходили до 1914 года.